# Nossa Senhora das Graças (Manaus)
Nossa Senhora das Graças é um bairro do município brasileiro de Manaus, capital do estado do Amazonas. Pertencente à zona centro-sul de Manaus, é formado pela união de vários conjuntos e comunidades, sendo os principais: Manauense, Vieiralves e Vila Amazonas. O bairro destaca-se por seus estabelecimentos comerciais, sendo uma das maiores áreas de comércio da zona centro-sul.
Ainda no bairro, encontram-se duas das principais vias de comércio manauense: As ruas Pará e João Valério, ambas situadas no conjunto Vieiralves. Ali se concentram centros comerciais, restaurantes, pizzarias, clínicas e lojas diversas. O bairro também é um dos que mais atraem empreendimentos residenciais, com a construção de condomínios, em grande parte por ser um bairro predominantemente de classe média-alta e alta.

## Dados do bairro
De acordo com o censo do Instituto Brasileiro de Geografia e Estatística (IBGE), sua população era de 15 116 habitantes em 2010. O Índice de Desenvolvimento Humano (IDH) em 2010 era de 0,930, considerado muito alto.
Integram o bairro: o conjunto Isaías Vieiralves (essa é a denominação oficial), Manauense, Jardim Olívia, Ica Maceió (parcialmente); e os loteamentos Jardim Amazônia e Vila Municipal Operária (uma pequena porção).